# Less
Less (u nekim izvorima i kao LESS) je dinamički jezik za obeležavanje koji može biti u sastavu Cascading Style Sheets (CSS), a može biti pokrenut od strane klijenta i od strane servera. Less je dizajnirao Aleksis Selije po ugledu na Sass, dok je Less imao uticaja na noviju, “SCSS” sintaksu Sass-a koja ima prilagođenu sintaksu kao CSS, u vidu blokova. Prva verzija Less-a je napisana u Ruby, dok su poslednje verzije pisane u JavaScript. Less predstavlja ugnježdeni metajezik. Validan CSS kod je takođe i validan Less kod sa istom semantikom. Less obezbeđuje sledeće mehanizme: promenljive, ugnježdene petlje, mixin, operatore i funkcije. Glavna razlika između Less-a i ostalih CSS pretprocesora je ta što Less dopušta kompilaciju u tzv. realnom vremenu, koristeći less.js od strane pregledača.

## Promenljive
Less dozvoljava definisanje promenljivih. Promenljive se definišu koristeci znak (@). Zadatak promenljive je završen sa znakom (:).
```
@
color
:
 
#
4D926F
;

#
header
 
{

  
color
:
 
@
color
;

}

h2
 
{

  
color
:
 
@
color
;

}

```

Prethodni kod u Less-u bi odgovarao narednom kodu u CSS-u:
```
#
header
 
{

  
color
:
 
#4D926F
;

}

h2
 
{

  
color
:
 
#4D926F
;

}

```

## Mixins
Mixins dopuštaju ugradnju svih svojstava jedne klase u drugu klasu, koristeći ime klase kao jedno od svojstava, tako da se ponašaju kao konstante ili promenljive. Ovaj mehanizam takođe oponaša i funkcije, koristeći argumente. CSS ne podržava ovo svojstvo. Ponovljeni kod mora biti ponovljen na svakoj poziciji. Osnovna prednost je što ovaj mehanizam omogućava efikasnost, kao i jednostavne izmene koda.
```
.
rounded-corners
 
(
@
radius
:
 
5px
)
 
{

  
-webkit-border-radius
:
 
@
radius
;

  
-moz-border-radius
:
 
@
radius
;

  
border-radius
:
 
@
radius
;

}

#
header
 
{

  
.rounded-corners
;

}

#
footer
 
{

  
.rounded-corners(10px)
;

}

```

Prethodni kod u Less-u bi odgovarao narednom kodu u CSS-u:
```
#
header
 
{

  
-webkit-
border-radius
:
 
5
px
;

  
-moz-
border-radius
:
 
5
px
;

  
border-radius
:
 
5
px
;

}

#
footer
 
{

  
-webkit-
border-radius
:
 
10
px
;

  
-moz-
border-radius
:
 
10
px
;

  
border-radius
:
 
10
px
;

}

```

## Ugnježdene petlje
CSS podržava lokalne ugnježdene petlje, ali blokovi koda sami po sebi nisu ugnježdene petlje.
Less dopušta ugnježdene petlje ili selektore unutar drugih selektora, što omogućava jednostavno nasleđivanje i kraći kod.
```
#
header
 
{

  
h1
 
{

    
font-size
:
 
26
px
;

    
font-weight
:
 
bold
;

  
}

  
p
 
{
 

    
font-size
:
 
12
px
;

    
a
 
{
 

      
text-decoration
:
 
none
;

      
&:hover
 
{
 

        
border-width
:
 
1
px
;

      
}

    
}

  
}

}

```

Prethodni kod u Less-u bi odgovarao narednom kodu u CSS-u:
```
#
header
 
h1
 
{

  
font-size
:
 
26
px
;

  
font-weight
:
 
bold
;

}

#
header
 
p
 
{

  
font-size
:
 
12
px
;

}

#
header
 
p
 
a
 
{

  
text-decoration
:
 
none
;

}

#
header
 
p
 
a
:
hover
 
{

  
border-width
:
 
1
px
;

}

```

## Funkcije i operatori
Less dopušta korišćenje funkcija i operatora. Operacije koje se koriste su sabiranje, oduzimanje, množenje i deljenje vrednosti i boja, što se koristi kako bi se stvorila kompleksna veza između svojstava.
```
@
the-border
:
 
1px
;

@
base-color
:
 
#
111
;

@
red
:
 
#
842210
;

#
header
 
{

  
color
:
 
@
base-color
 
*
 
3
;

  
border-left
:
 
@
the-border
;

  
border-right
:
 
@
the-border
 
*
 
3
;

}

#
footer
 
{
 

  
color
:
 
@
base-color
 
+
 
#003300
;

  
border-color
:
 
desaturate
(
@
red
,
 
10
%
);

}

```

Prethodni kod u Less-u bi odgovarao narednom kodu u CSS-u:
```
#
header
 
{

  
color
:
 
#333
;

  
border-left
:
 
1
px
;

  
border-right
:
 
3
px
;

}

#
footer
 
{
 

  
color
:
 
#114411
;

  
border-color
:
 
#7d2717
;

}

```

## Poređenje

### Sass
I Sass i Less su CSS pretprocesori koji omogućavaju čisto pisanje CSS koda umesto statičkih pravila.
Od verzije Less 1.4, Less podržava ugnježdena, nasleđena pravila kroz &:extends i @extends pseudo-selektore. Pre toga, glavna razlika između Less-a i ostalih pretprocesora poput Sass-a bila je nedostatak direktive @extends koja omogućava nasleđivanje između klasa, da bi se dobio što čistiji CSS kod sa što manje duplikata.
LESS je inspirisan Sass-om. Sass je napravljen sa ciljem da uprosti, ali i da proširi CSS, pa su neke stvari uklonjene iz sintakse. Less je dizajniran da bude što sličniji CSS-u, tako da je sintaksa identična kao u CSS-u. Kao rezultat ove sličnosti, postojeći CSS kod može se koristiti i kao validan Less kod.
Novije verzije Sass-a koje su upoznate sa sintaksom CSS-a se nazivaju SCSS.
Za više informacija o ovome, pogledajte https://gist.github.com/674726.

## Upotreba na sajtu
Less se može primeniti na sajtove na mnogo različitih načina. Jedan od načina je da sadrži less.js JavaScript fajl, gde zatim pretraživač generiše izlazni CSS. Druga opcija je da se od Less koda napravi čist CSS kod na sajtu. Koristeći ovu opciju ne postavljaju se .less fajlovi i sajtu nije potreban less.js JavaScript konverter.

## Less softveri
| Name                                                       | Description                                                                                  | Software License             | Platform               | Functionality                                 |
| ---------------------------------------------------------- | -------------------------------------------------------------------------------------------- | ---------------------------- | ---------------------- | --------------------------------------------- |
| WinLess                                                    | GUI Less Compiler                                                                            | Apache 2.0                   | Windows                | Compiler                                      |
| Crunch                                                     | Less editor and compiler (requires Adobe AIR)                                                | GPL                          | Windows, Mac OS X      | Compiler Editor                               |
| less.js-windows                                            | Simple command-line utility for Windows that will compile *.less files to CSS using less.js. | MIT License                  | Windows                | Compiler                                      |
| less.app                                                   | Less Compiler                                                                                | Proprietary                  | Mac OS X               | Compiler                                      |
| CodeKit                                                    | Less Compiler                                                                                | Proprietary                  | Mac OS X               | Compiler                                      |
| LessEngine                                                 | Less Compiler                                                                                | Free                         | OpenCart Plugin        | Compiler                                      |
| SimpLESS Архивирано на веб-сајту (29. јул 2013)            | Less Compiler                                                                                | free but no explicit license | Windows Mac OS X Linux | Compiler                                      |
| Chirpy Архивирано на веб-сајту (21. април 2013)            | Less Compiler                                                                                | Ms-PL                        | Visual Studio Plugin   | Compiler                                      |
| Mindscape Web Workbench                                    | Syntax highlighting and IntelliSense for Less and Sass                                       | Proprietary                  | Visual Studio Plugin   | Compiler Syntax Highlighting                  |
| Eclipse Plugin for Less                                    | Eclipse Plugin                                                                               | EPL 1.0                      | Eclipse Plugin         | Syntax highlighting Content assist            |
| mod_less                                                   | Apache2 module to compile Less on the fly                                                    | Open Source                  | Linux                  | Compiler                                      |
| grunt-contrib-less                                         | Node.js Grunt task to convert Less to CSS                                                    | Open Source                  | Node.js                | Compiler                                      |
| Web Essentials Архивирано на веб-сајту (11. новембар 2016) | Visual Studio extension with support for Less and Sass                                       | Apache 2.0                   | Windows                | Syntax highlighting, Content assist, Compiler |

## Spoljašnje veze
- Званични веб-сајт
- Less source code repository (Git)
- LESS Hat mixins library
- Sai the mixins extension and CSS authoring framework for LESS & SASS/SCSS (Git)